# Baloo
Baloo es uno de los personajes de la novela El libro de la selva, publicado en 1894. Es el oso bezudo encargado de transmitir la «Ley de la Selva» a los lobatos de Seonee (lugar de desarrollo de la historia) y es en virtud de este papel preponderante que apela a que Mowgli permanezca en la manada cuando Shere Khan insta a los lobos jóvenes a que lo expulsen. el nombre del personaje no es más que la palabra hindi que significa "oso" (bhalu) 
Baloo es además el educador de Mowgli. Tanto es el cariño que profesa por el niño que es el último animal en abrazarlo antes de que se vaya de la selva a la manada de los hombres.
En la película de dibujos animados de Walt Disney titulada también El libro de la selva, Baloo encarna al maestro también, pero de una forma más cínica (entendiendo el cinismo como una de las antiguas corrientes helenísticas), siendo un bonachón que solo piensa en disfrutar de los bienes que le ofrece la naturaleza, solo necesitando lo más vital, lo necesario, no lo secundario. Es como el antiguo sabio cínico que vive de forma autárquica en la selva aprovechando lo necesario de la naturaleza.

## Canción de Baloo
(Cantada mientras Mowgli deja la manada de Seeonee, para unirse a la manada de los hombres)

Por el amor de aquél que en otro tiempo 
a su ranita sabia le enseñó la Ley de la Selva 
guarda la ley de la manada de los hombres, 
¡guárdala por amor del viejo y ciego Baloo!...

## Baloo en el escultismo
En el escultismo, Baloo es el nombre recibido por el dirigente que encarna la sabiduría y la ley dentro de la manada, entidad conformada normalmente por niños de 7 a 10 años.
- Datos: Q2245378
- Multimedia: Baloo / Q2245378